# Tim Walz
Tim Walz (hay Timothy James Walz; /wɔːlz/; sinh ngày 06 tháng 4 năm 1964) là một chính trị gia, cựu quân nhân người Mỹ. Ông hiện là Thống đốc thứ 41 của tiểu bang Minnesota kể từ năm 2019. Ông nguyên là Hạ nghị sĩ Hạ viện Hoa Kỳ đại diện cho khu vực bầu cử Quốc hội số một Minnesota từ năm 2007 đến năm 2019, vùng phía Nam của bang, chạy dọc theo toàn bộ biên giới với Iowa, bao gồm Rochester, Austin, Winona và Mankato. Ông đã phục vụ trong Ủy ban Nông nghiệp, Ủy ban Dịch vụ Vũ trang và Ủy ban Các vấn đề Cựu chiến binh, và Ủy ban Điều hành Quốc hội về Trung Quốc. Vào tháng 3 năm 2017, Tim Walz thông báo rằng ông sẽ không tái tranh cử vào Quốc hội và thay vào đó là tranh cử Thống đốc Minnesota. Vào ngày 06 tháng 11 năm 2018, ông được bầu làm Thống đốc, đánh bại ứng cử viên được đề cử của Đảng Cộng hòa Jeff Johnson.

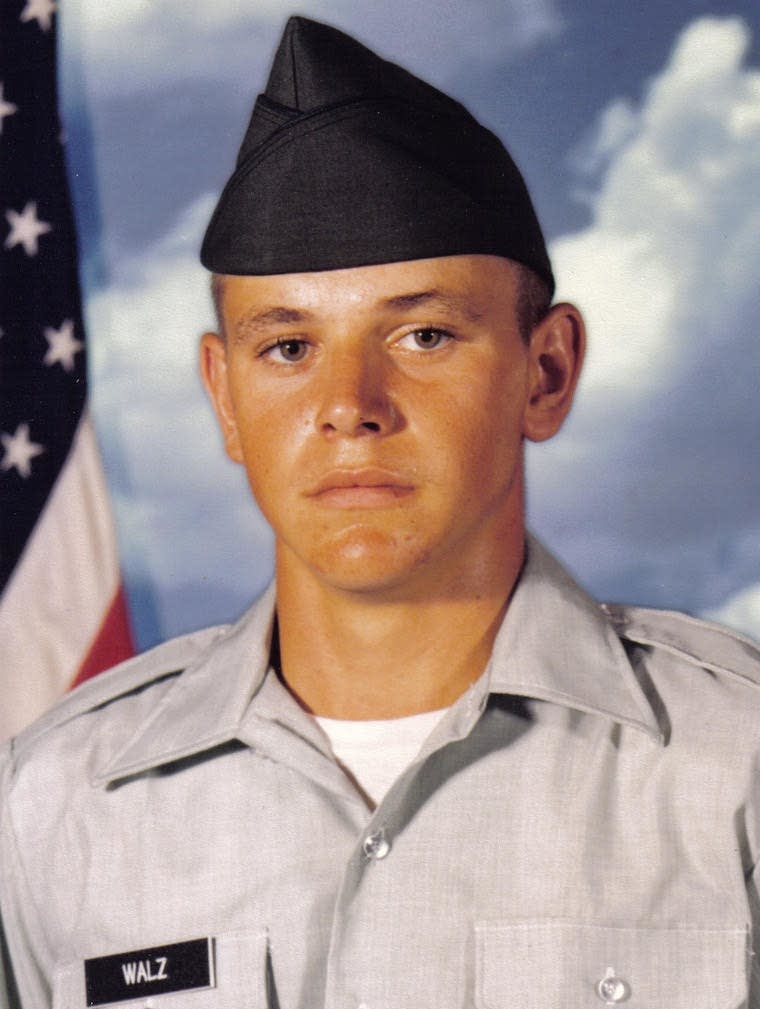
1981

Tim Walz là Đảng viên Đảng Dân chủ – Nông dân – Lao động (DFL), học vị Thạc sĩ Khoa học, chính trị gia tự do, hoạt động nổi bật trong các vấn đề xã hội mang tính lưỡng đảng. Ông có 24 năm là quân nhân, hơn 20 năm là giảng viên, thuộc dòng dõi tổ tiên Tây Bắc Âu từ Đức, Thụy Điển và Ireland.
Ngày 6 tháng 8 năm 2024, phó Tổng Thống Kamala Harris lựa chọn ông Walz tranh cử chức vụ viên Phó Tổng thống Hoa Kỳ trong cuộc bầu cử tổng thống Hoa Kỳ 2024.

## Xuất thân, giáo dục và thời quân nhân
Tim Walz sinh ra ở thành phố West Point, quận Cuming, Nebraska, Hoa Kỳ, tên khai sinh là Timothy James Walz, là con trai của Darlene R. và James F. "Jim" Walz. Bố ông là một nhà quản lý trường công và nhà hoạt động cộng đồng, ông lớn lên ở Chadron, Nebraska, một cộng đồng nông thôn ở phía Tây Bắc của bang. Tim Walz đã tốt nghiệp Trường Trung học Butte trong một lớp 25 học sinh, và tiếp tục lấy bằng Cử nhân Khoa học chuyên ngành Khoa học xã hội về giáo dục tại Trường Chadron. Sau khi tốt nghiệp đại học, ông bắt đầu giảng dạy. Kinh nghiệm giảng dạy đầu tiên của ông là tại Khu bảo tồn người da đỏ Pine Ridge ở South Dakota. Sau đó, ông nhận lời giảng dạy cho WorldTeach tại Cộng hòa Nhân dân Trung Hoa.
Tim Walz nhập ngũ vào Lực lượng Lục quân Vệ binh Quốc gia năm 1981, và phục vụ trong 24 năm, nghỉ hưu với cấp bậc Thiếu tá. Trong cuộc đời binh nghiệp của mình, ông đã tham gia hoạt động ở Arkansas, Texas, Vòng Bắc Cực, New Ulm, Minnesota và các địa điểm khác. Ông công tác trong ngành pháo binh hạng nặng, tham gia ứng phó với các thiên tai sau lũ lụt và lốc xoáy trong nước, được triển khai nhiệm vụ ở nước ngoài trong nhiều tháng, mặc dù chưa bao giờ tham chiến. Năm 1989, ông nhận được danh hiệu Công dân – Chiến sĩ của năm ở Nebraska. Tim Walz nghỉ hưu năm 2005, tiếp tục quay trở lại giảng dạy với tư cách là giáo viên địa lý và huấn luyện viên bóng bầu dục tại Trường Trung học Mankato West.

## Hạ nghị sĩ Hoa Kỳ

### Tranh cử
Tim Walz quyết định tranh cử vào Hạ viện Hoa Kỳ năm 2006. Ông không có đối thủ cho sự đề cử của DFL trong cuộc bầu cử sơ bộ ngày 12 tháng 9 năm 2006. Ông đánh bại ứng viên Cộng hòa đương nhiệm Gil Gutknecht trong cuộc tổng tuyển cử vào ngày 07 tháng 11 và nhậm chức vào ngày 03 tháng 1 năm 2007. Sau cuộc bầu cử, ông được đánh giá là một người ôn hòa xây dựng đội ngũ tập trung và tạo ra một vị trí thích hợp với tư cách là nhà vận động không mệt mỏi cho các cựu chiến binh. Tim Walz được bầu lại vào năm 2008 với 62% phiếu bầu, trở thành người duy nhất không thuộc Đảng Cộng hòa giành chiến thắng trong nhiệm kỳ thứ hai tại khu vực bầu cử này. Ông giành được nhiệm kỳ thứ ba vào năm 2010, đánh bại Hạ nghị sĩ tiểu bang Randy Demmer với 50% phiếu bầu. Ông đã được bầu lại vào các năm 2012, 2014 và 2016.

### Nhiệm kỳ

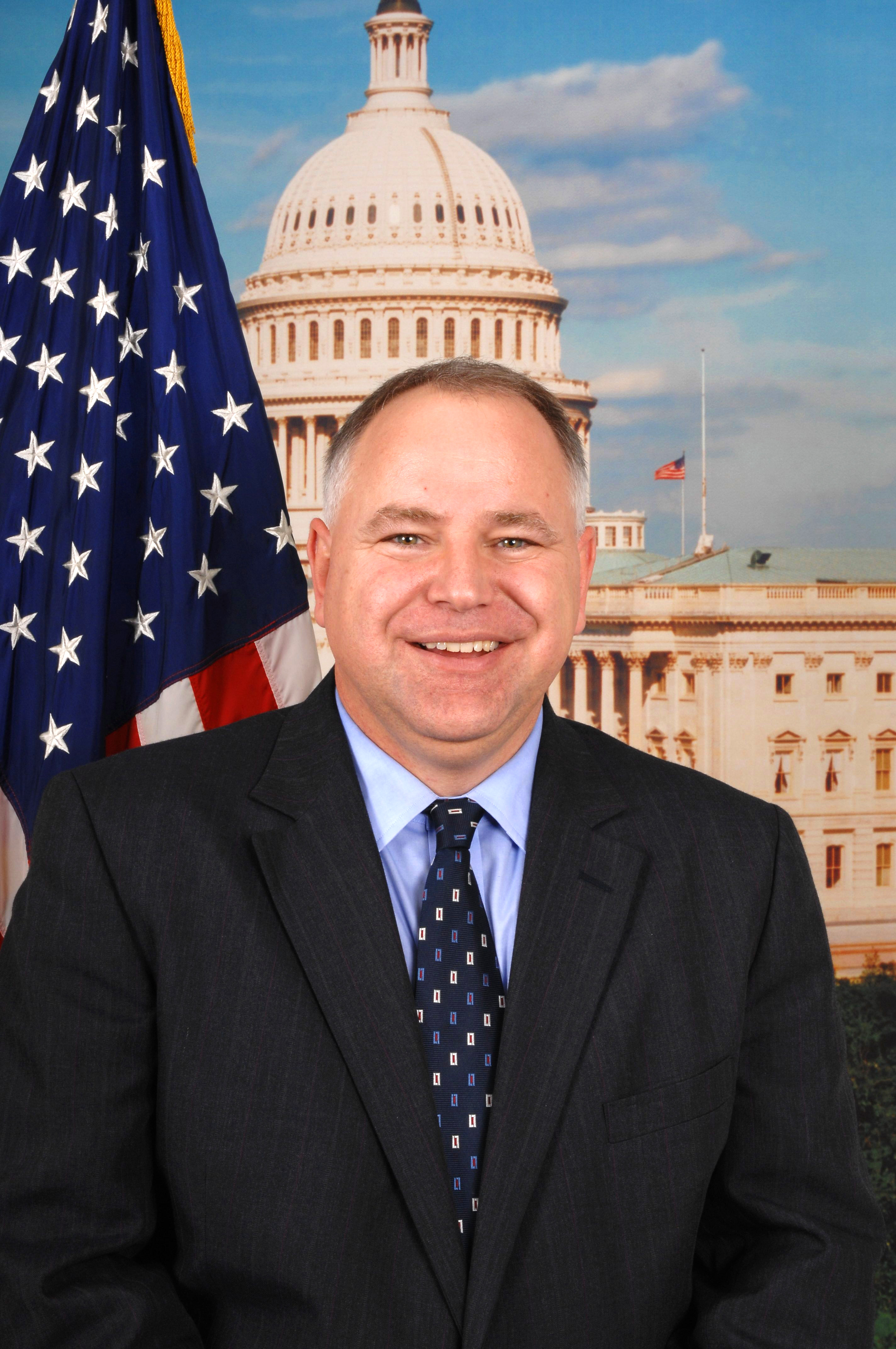
Tim Walz là Hạ nghị sĩ năm 2006.

Sau khi tuyên thệ nhậm chức, Tim Walz trở thành người lính nhập ngũ đã nghỉ hưu, hạ sĩ quan cấp cao nhất phục vụ trong Quốc hội, và là Đảng viên Dân chủ/DFL thứ tư đại diện cho khu vực của mình. Những người khác là Thomas Wilson (1887–89), William Harries (1891–93) và Tim Penny (1983–95). Tim Walz phục vụ trong Ủy ban Nông nghiệp Hạ viện, Ủy ban về Các vấn đề Cựu chiến binh và Ủy ban Dịch vụ Vũ trang. Cùng với Đảng viên Đảng Dân chủ Minnesota Keith Ellison, Tim Walz phản đối kế hoạch tăng quân số của Tổng thống George W. Bush ở Iraq. Trong tuần đầu tiên với tư cách là nhà lập pháp, ông đã đồng tình ủng hộ dự luật tăng lương tối thiểu, bỏ phiếu cho nghiên cứu tế bào gốc, bỏ phiếu cho phép Medicare đàm phán giá dược phẩm và lên tiếng ủng hộ các quy tắc ngân sách trả lương theo yêu cầu mới chi tiêu hoặc thay đổi thuế không làm tăng thêm thâm hụt liên bang.
Đại diện cho một khu vực có truyền thống bỏ phiếu theo Đảng Cộng hòa, nhưng Tim Walz lại là chính khách cấp tiến. Ông đã bỏ phiếu chống lại đạo luật cấm dịch vụ phá thai do Liên bang tài trợ, bỏ phiếu ủng hộ Đạo luật Chăm sóc sức khỏe Giá cả phải chăng. Ông cũng đã bỏ phiếu để tiếp tục tài trợ cho các hoạt động quân sự ở Iraq và Afghanistan, chống lại dự luật TARP năm 2008, trong đó có vấn đề mua tài sản gặp khó khăn từ các tổ chức tài chính. Về đánh giá Hạ nghị sĩ, Tim Walz đã nhận được đánh giá 100% từ Planned Parenthood vào năm 2012, từ ACLU vào năm 2011, từ Hiệp hội Luật sư Di trú Hoa Kỳ năm 2009–10, từ AFL-CIO vào năm 2010, từ NOW vào năm 2007. Ngược lại, ông cũng nhận đánh giá thấp hơn 10% từ Liên minh những người nộp thuế quốc gia, Công dân chống lãng phí chính phủ, Người Mỹ cải cách thuế và Hoạt động tự do. Tim Walz được xếp hạng là thành viên lưỡng đảng nhất thứ bảy của Hạ viện trong Quốc hội khóa 114, và là thành viên lưỡng đảng nhất từ Minnesota trong chỉ số lưỡng đảng do Trung tâm Lugar và Trường Chính sách Công McCourt tạo ra.

#### Vấn đề cựu chiến binh

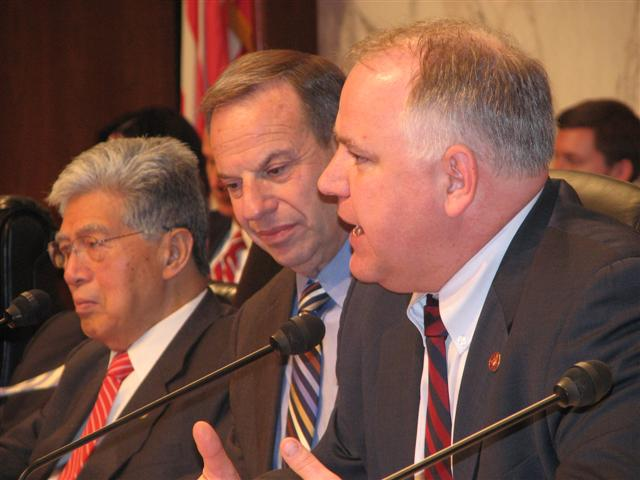
Tim Walz trong Hạ viện năm 2008.

Đã 24 năm phục vụ trong Lực lượng Vệ binh Quốc gia của Quân đội, khi còn là Hạ nghị sĩ năm nhất của Quốc hội, ông đã được trao quyền thành viên hiếm hoi khi được bổ nhiệm vào Ủy ban Hạ viện về các vấn đề Cựu chiến binh. Tim Walz đã ủng hộ các quyền lợi tăng cường cho cựu chiến binh kể từ khi nhậm chức vào năm 2007. Vào tháng 5 năm đó, Hạ viện đã nhất trí thông qua Đạo luật về Trung tâm Chấn thương Não của ông để thành lập năm trung tâm trên toàn quốc phục vụ nghiên cứu chấn thương sọ não và phát triển các mô hình cải tiến để chăm sóc các cựu chiến binh bị chấn thương này.
Tim Walz cũng ủng hộ Dự luật GI năm 2008, mở rộng lợi ích giáo dục cho các cựu chiến binh và trong một số trường hợp cho phép họ chuyển trợ cấp giáo dục cho các thành viên trong gia đình. Năm 2009, ông đã có bài phát biểu quan trọng tại Hội nghị Quốc gia về Binh đoàn Hoa Kỳ ở Louisville, Kentucky. Ông nói về sự cần thiết của Bộ Cựu chiến binh và Bộ Quốc phòng làm việc cùng nhau để đảm bảo rằng những người đàn ông và phụ nữ phục vụ trở về không rơi vào những rạn nứt khi họ chuyển sang cuộc sống dân sự.

#### Khủng hoảng tài chính 2008
Trong suốt năm 2008, Tim Walz đã nhiều lần lên tiếng phản đối việc sử dụng tiền của người đóng thuế để bảo lãnh cho các tổ chức tài chính; vào cuối tháng 9, ông đã bỏ phiếu chống lại dự luật TARP trị giá 700 tỷ USD, về việc vốn mua các tài sản gặp khó khăn từ các tổ chức này. Ông đã đưa ra một tuyên bố sau khi dự luật được thông qua, nói rằng, Dự luật mà chúng tôi đã biểu quyết hôm nay đã vượt qua ngưỡng khi nói đến bù đắp những tổn thất mà người nộp thuế có thể phải chịu. Vì những lý do tương tự, vào tháng 12 năm 2008, ông đã bỏ phiếu chống lại dự luật cho vay 14 tỷ USD của Chính phủ để cứu trợ các nhà sản xuất ô tô lớn của đất nước  Vào tháng 6 năm 2009, Tim Walz đưa ra một nghị quyết lưỡng đảng kêu gọi Chính phủ Liên bang từ bỏ quyền sở hữu tạm thời của mình trong Tập đoàn General Motors và Tập đoàn Chrysler, LLC, và tuyên bố rằng Chính phủ không được tham gia vào việc quản lý các công ty đó.

#### Vấn đề kinh tế

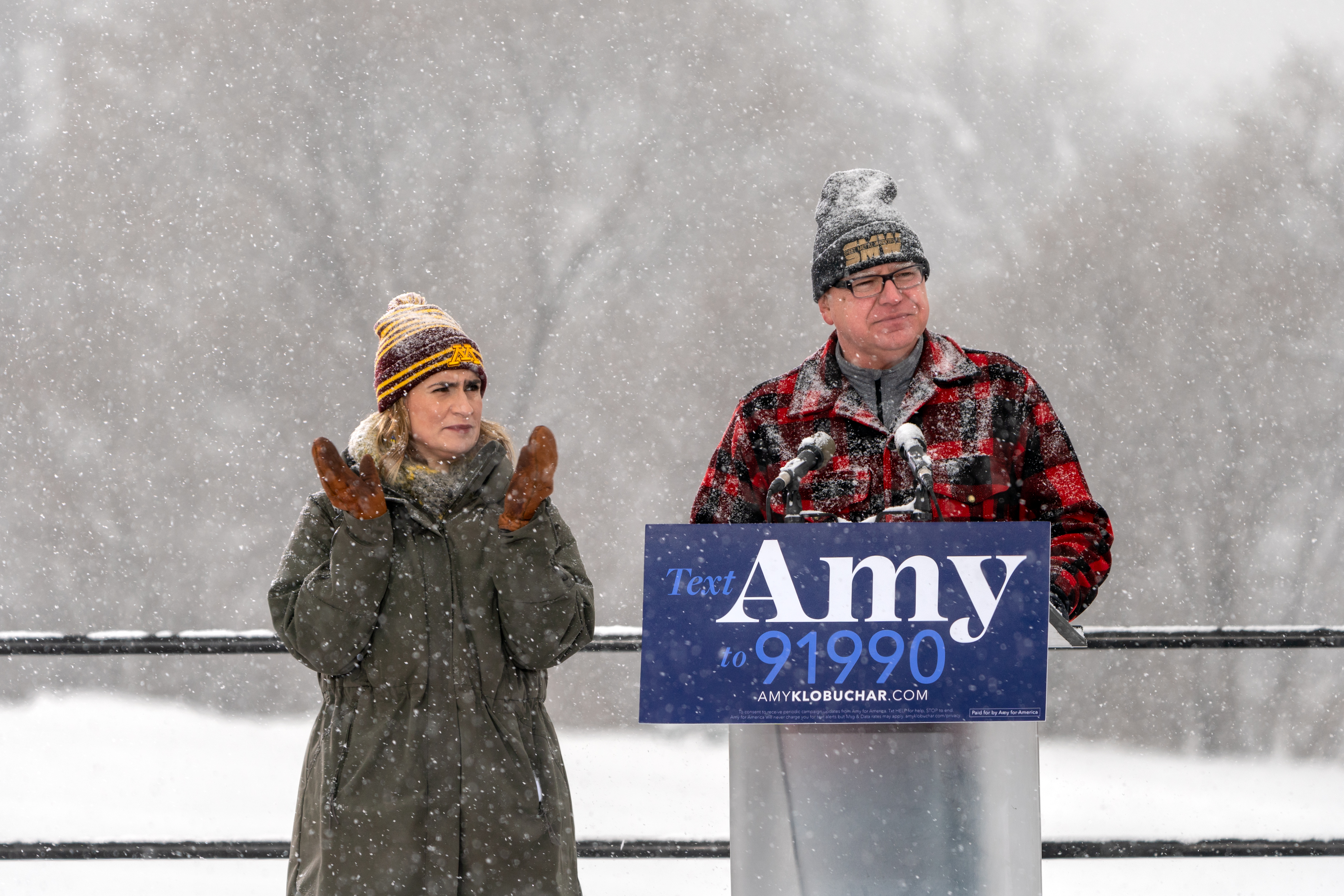
Tim Walz năm 2020.

Mặc dù đã bỏ phiếu chống lại các dự luật cứu trợ cho các ngân hàng lớn và các nhà sản xuất ô tô vay tiền đóng thuế, Tim Walz đã bỏ phiếu cùng các đồng nghiệp Đảng Dân chủ của mình để ủng hộ Đạo luật Khôi phục & Tái đầu tư năm 2009 của Mỹ. Với tư cách là thành viên của Ủy ban Vận tải Hạ viện, ông coi dự luật kích thích kinh tế là cơ hội để cùng với các đồng nghiệp Quốc hội của mình tạo ra việc làm thông qua đầu tư vào cơ sở hạ tầng công cộng như đường xá, cầu cống và năng lượng sạch trở thành nền tảng của kế hoạch phục hồi kinh tế. Tim Walz đã tập trung nhiều vào các vấn đề công việc và kinh tế quan trọng đối với khu bầu cử phía Nam Minnesota của ông, nơi có sự kết hợp của các hãng như Mayo Clinic cùng với các doanh nghiệp nhỏ và lợi ích nông nghiệp. Vào tháng 7 năm 2009, ông đã bỏ phiếu cho Đạo luật Tăng cường Nghiên cứu và Đổi mới Doanh nghiệp Nhỏ, mà ông mô tả là một phần của kế hoạch kinh tế dài hạn nhằm thúc đẩy tạo việc làm bằng cách khuyến khích các doanh nhân Hoa Kỳ đổi mới hướng tới những tiến bộ công nghệ đột phá. Tim Walz cũng kêu gọi hỗ trợ cho những người chăn nuôi lợn và chăn nuôi bò sữa, những người phải vật lộn với việc giảm giá hàng hóa của họ trong năm 2008 và 2009.

#### Vấn đề xã hội
Về giáo dục: Tim Walz là giáo viên trường công trong 20 năm. Ông phản đối việc sử dụng lương thưởng cho giáo viên. Bỏ phiếu ủng hộ Đạo luật Phục hồi và Tái đầu tư của Mỹ, ông chỉ ra những điều khoản mạnh mẽ của đạo luật sẽ hỗ trợ các tòa nhà trường công. Ông được ghi nhận ủng hộ luật pháp để giảm chi phí học phí. Trong một bài phát biểu ngày 12 tháng 2 năm 2009, ông nói rằng điều quan trọng nhất cần làm để đảm bảo một nền tảng vững chắc cho tương lai kinh tế của [Hoa Kỳ]... là cung cấp nền giáo dục tốt nhất có thể cho trẻ em [Hoa Kỳ]. Ông đã nhận được sự ủng hộ mạnh mẽ cho các chính sách này từ nhiều nhóm lợi ích, bao gồm Hiệp hội Giáo dục Quốc gia, Hiệp hội Nữ sinh Đại học Hoa Kỳ và Hiệp hội Quốc gia về Hiệu trưởng Trường Tiểu học.
Về sinh sản: Tim Walz ủng hộ quyền phá thai, và có 100% xếp hạng từ Planned Parenthood, phe Dân chủ, nhận 0% từ Ủy ban Quốc gia về Quyền được sống, phe Cộng hòa. Về cần sa: ông là người ủng hộ lâu năm trong việc hợp pháp hóa việc sử dụng cần sa trong y tế và giải trí.
Về LGBT: Tim Walz ủng hộ các quyền của LGBT, bao gồm luật chống phân biệt đối xử liên bang dựa trên khuynh hướng tình dục. Trong một bài phát biểu năm 2009, ông kêu gọi chấm dứt chính sách Không hỏi, Không nói. Ông đã bỏ phiếu ủng hộ Đạo luật Tội phạm Thù hận Matthew Shephard và Đạo luật Không phân biệt đối xử trong việc làm định hướng tình dục. Năm 2007, ông nhận được 90% điểm từ Chiến dịch Nhân quyền, tổ chức LGBT lớn nhất quốc gia. Năm 2011, ông tuyên bố ủng hộ Đạo luật Tôn trọng Hôn nhân.

## Thống đốc Minnesota

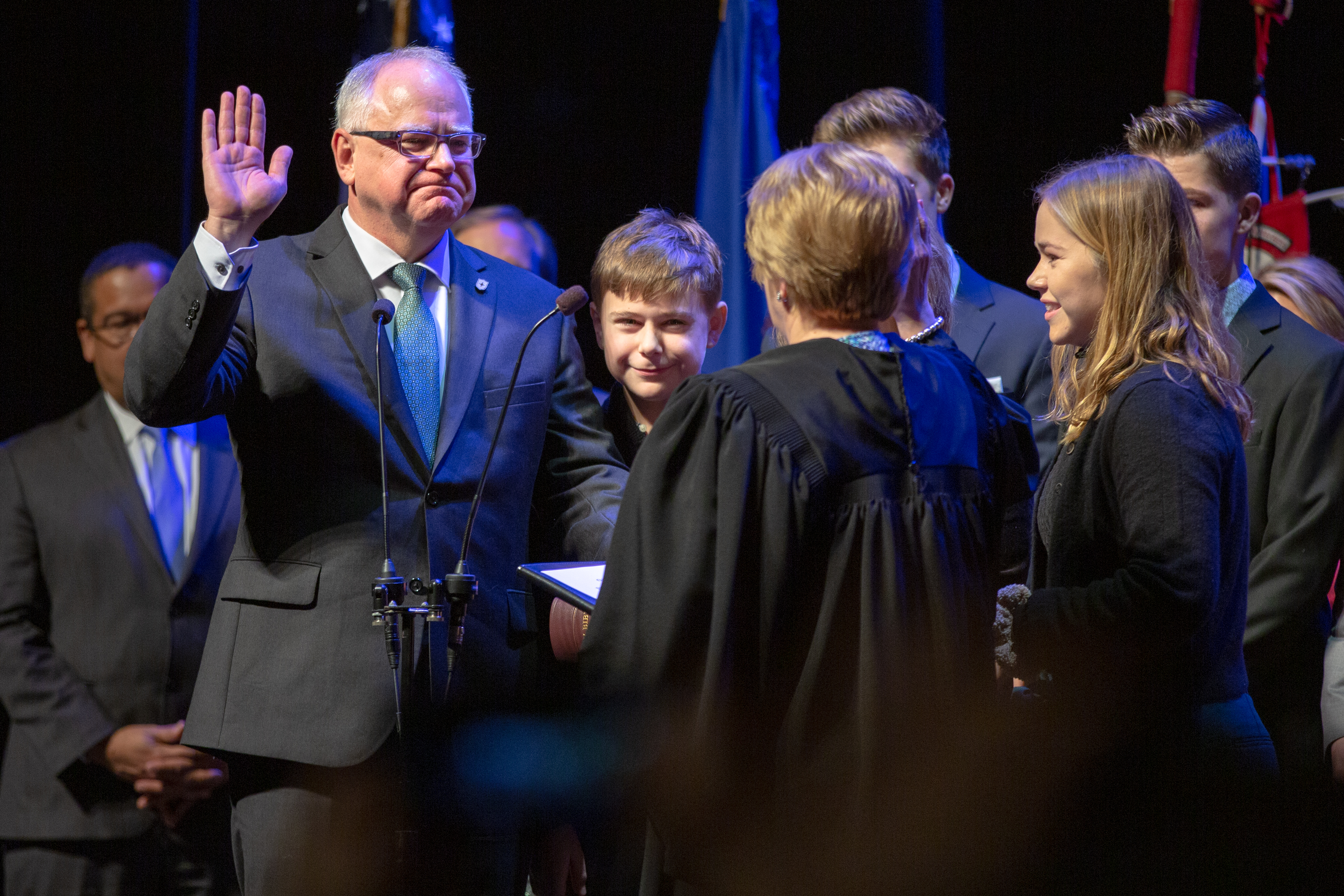
Tim Walz cùng gia đình tuyên thệ nhậm chức Thống đốc Minnesota năm 2019.

Tim Walz tuyên thệ nhậm chức Thống đốc Minnesota vào ngày 07 tháng 1 năm 2019, tại Nhà hát Fitzgerald ở Saint Paul. Ông tuyên thệ nhậm chức cùng với Phó Thống đốc Peggy Flanagan, Tổng thư ký tiểu bang Minnesota Steve Simon, Kiểm toán viên bang Minnesota Julie Blaha, và Tổng Chưởng lý Minnesota Keith Ellison, tất cả đều là đảng Đảng Dân chủ. Ông đã phát biểu về cải cách giáo dục và chăm sóc sức khỏe trong bài phát biểu nhậm chức của mình.
Vào ngày 26 tháng 5 năm 2020, một ngày sau khi George Floyd chết, Tim Walz và Phó Thống đốc Peggy Flanagan đã yêu cầu công lý và gọi video cảnh sát Minneapolis Derek Chauvin quỳ trên cổ George Floyd là đáng lo ngại. Ông giải thích thêm rằng sự thiếu nhân văn trong đoạn video thật đáng kinh ngạc, sẽ tìm kiếm công lý.
Tim Walz phản ứng trước cái chết của George Floyd bằng cách ra lệnh Hội đồng Lập pháp bang Minnesota triệu tập lại các phiên họp đặc biệt về luật cải cách cảnh sát và trách nhiệm giải trình. Sau khi cải cách cảnh sát không thể thông qua trong phiên họp đặc biệt đầu tiên vào tháng 6, một phiên họp đặc biệt thứ hai đã được tổ chức vào tháng 7. Vào ngày 21 tháng 7, Hội đồng Lập pháp bang Minnesota đã thông qua đạo luật cải cách cảnh sát lớn, luật thỏa hiệp mới bao gồm một lệnh cấm có giới hạn đối với cảnh sát sử dụng biện pháp kiềm chế, miễn là các sĩ quan không gặp rủi ro lớn hơn. Đạo luật đã cấm chương trình đào tạo binh sĩ cũ, được coi là hành vi mất nhân tính và khuyến khích hành vi hung hăng, yêu cầu đào tạo các sĩ quan hòa bình để đối phó với những người mắc chứng tự kỷ hoặc trong một cuộc khủng hoảng sức khỏe tâm thần và đào tạo cách giảm nhiệt trong các tình huống có thể biến động; tạo ra một đơn vị độc lập đặc biệt tại Cục Cảnh sát Hình sự Minnesota để điều tra các vụ đụng độ cảnh sát chết người và một hội đồng cố vấn quan hệ cộng đồng để tham khảo ý kiến với Ban Đào tạo và Tiêu chuẩn Sĩ quan Cảnh sát về những thay đổi chính sách. Tim Walz đã ký luật thành luật vào ngày 23 tháng 7 năm 2020.

## Ứng cử viên Phó Tổng thống 2024

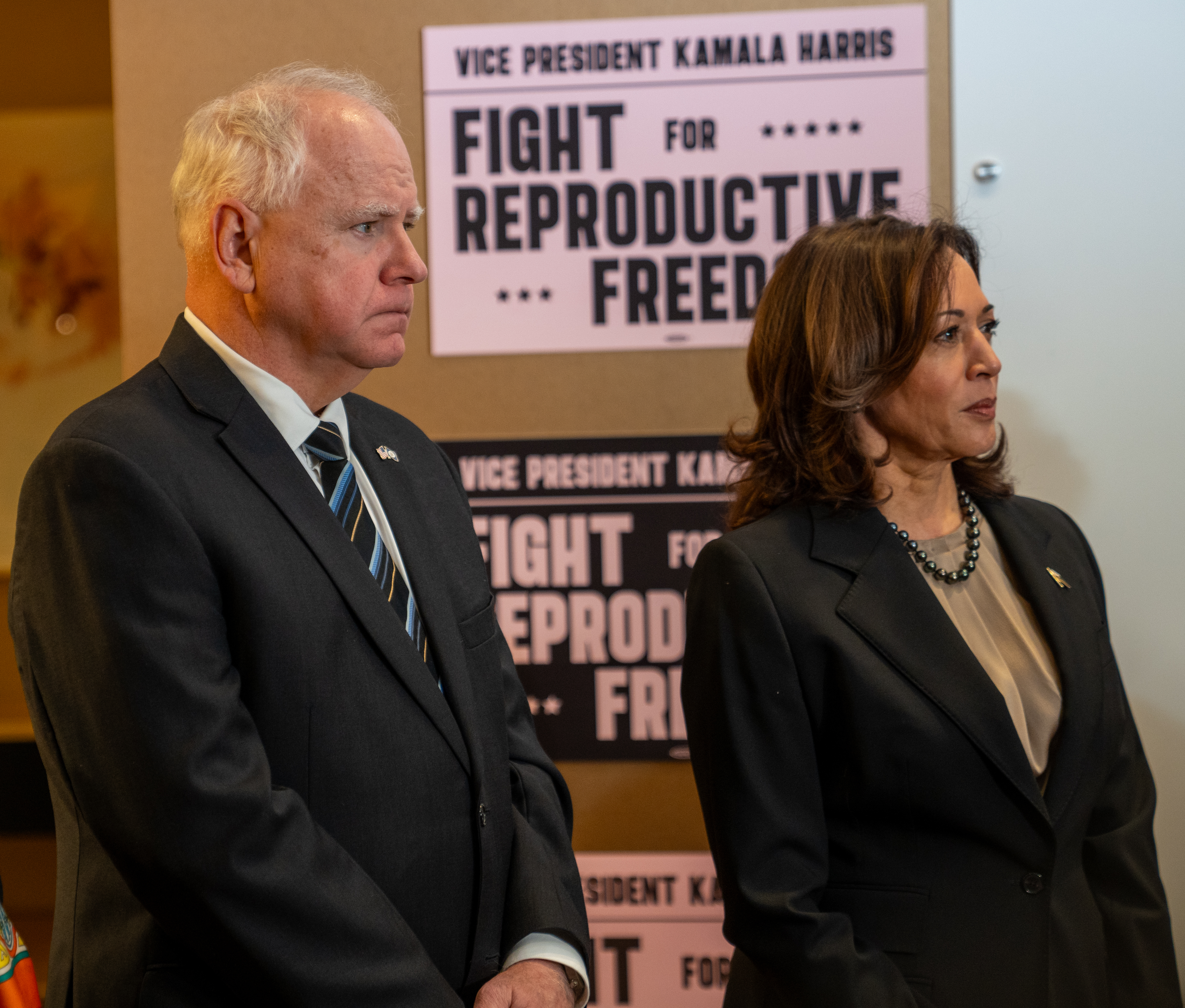
Walz và Kamala Harris bên nhau vào tháng 3 năm 2024, trước khi bắt đầu chiến dịch Harris–Walz 2024

Vào ngày 22 tháng 7 năm 2024, Walz đã ủng hộ Phó Tổng thống Kamala Harris sau khi tổng thống đương nhiệm Joe Biden rút lui khỏi cuộc đua tổng thống năm 2024. Một quá trình lựa chọn nhanh chóng trong đó chiến dịch của Harris cũng đã thẩm tra Thống đốc Kentucky Andy Beshear, Bộ trưởng Giao thông Pete Buttigieg, Thượng nghị sĩ Arizona Mark Kelly, Thống đốc Illinois J. B. Pritzker và Thống đốc Pennsylvania Josh Shapiro, Harris đã tuyên bố vào ngày 6 tháng 8 rằng bà đã chọn Walz làm người bạn đồng hành tranh cử của mình.
Ủy ban Quốc gia Dân chủ đã chứng nhận ứng cử của Walz vào cùng ngày công bố. Việc lựa chọn của ông được ca ngợi bởi một nhóm chính trị gia có tư tưởng đa dạng, bao gồm đại diện Dân chủ cấp tiến Alexandria Ocasio-Cortez, thượng nghị sĩ độc lập trung dung Joe Manchin và cựu thống đốc Cộng hòa ôn hòa của Maryland Larry Hogan.
Walz được cho là người đầu tiên công khai mô tả Donald Trump và người bạn đồng hành tranh cử của ông là J.D. Vance là "kỳ lạ". Thuật ngữ này sau đó đã trở thành một meme phổ biến, đặc biệt là với những người trẻ tuổi, và đã được sử dụng rộng rãi bởi những người theo Đảng Dân chủ. Không quá một ngày sau khi Walz được bầu làm bạn đồng hành của Harris, các đối thủ chính trị của ông đã đặt biệt danh cho ông là "Tampon Tim" vì ông đã ký một đạo luật của Minnesota vào năm 2023, theo đó yêu cầu phải cung cấp miễn phí băng vệ sinh và tampon trong các trường công "cho tất cả học sinh đang trong thời kỳ kinh nguyệt tại các phòng vệ sinh thường được học sinh từ lớp 4 đến lớp 12 sử dụng". Những người ủng hộ chính trị của Walz đã phản ứng tích cực với biệt danh và đạo luật này, và ban biên tập của Star Tribune đã công bố một bài bảo vệ sáng kiến này.

## Lịch sử tranh cử
Tính đến 2021, Tim Walz đã tham gia bảy kỳ bầu cử, trong đó có sáu đợt bầu cử Hạ nghị sĩ từ khu vực Quốc hội số một Minnesota và một kỳ tổng tuyển cử Thống đốc Minnesota. Ông đều giành chiến thắng trong tất cả các kỳ bầu cử của mình.

## Đời tư
Tim Walz và vợ Gwen Whipple, một giáo viên hoạt động giáo dục và xã hội kết hôn năm 1994. Họ sống ở Mankato, Minnesota, gần 20 năm trước khi chuyển đến Saint Paul cùng hai con khi ông được bầu làm Thống đốc. Ông và vợ của mình từng có những thời gian, kỳ giáo dục tình nguyện nước ngoài, đồng hành cùng học sinh trung học và học sinh cuối cấp trong các chuyến đi giáo dục mùa hè đến Trung Quốc.

## Tặng thưởng
Trong quá trình phục vụ Quân đội Hoa Kỳ, Tim Walz đã được trao tặng những huân chương khi giải ngũ:
- Huân chương Khen thưởng Lục quân;
- Huân chương Thành tựu Lục quân;